# NCT Universe : LASTART
《NCT Universe : LASTART》(엔시티 유니버스 : 라스타트)는 NCT의 일본 현지화 유닛인 NCT-TOKYO의 데뷔 멤버를 선발하는 서바이벌 오디션 프로그램이자 데뷔 서바이벌 리얼리티이다.

## 출연자
- 디렉터 : 보아, 은혁, 장진영

## 참가자
- 료 (5위)
- 리쿠 (1위)
- 캇쇼 (탈락)
- 하루타 (탈락)
- 앤더슨 (탈락)
- 정민 (4위[1])
- 민재 (탈락)
- 류 (탈락)
- 사쿠야 (2위)
- 헤이테츠 (탈락)
- 대영[2] (3위)